# آلفرد پارکس
آلفرد پارکس (استونیایی: Alfred Praks; ۳۱ مارس ۱۹۰۲ – ۱۸ اکتبر ۱۹۹۸) کشتی‌گیر اهل استونی بود.
وی در مسابقات کشتی آزاد و فرنگی بازی‌های المپیک تابستانی ۱۹۲۴ و کشتی آزاد بازی‌های المپیک تابستانی ۱۹۲۸ شرکت کرده‌است.